# Paul Facchetti
Paul Facchetti (né à Coccaglio aux environs de Brescia, 1er septembre 1912 – mort à Joigny le 27 novembre 2010) est un photographe et galeriste italo-français de Paris.

## Biographie
Paul Facchetti, comme galeriste, est connu dès 1951, pour avoir découvert et exposé de nombreux peintres de l'Abstraction lyrique et de  l'Art informel en particulier. Mais on lui doit aussi d'avoir montré les artistes américains de l'Expressionnisme abstrait, dont Jackson Pollock auquel il consacra la première exposition personnelle sur le continent européen en 1952.
Comme photographe, plus proche de la Subjektive Fotografie que de la photographie humaniste, s'il commença son activité avec un studio de photographie qu'il transforma en galerie, il continua à faire de manière réservée les portraits des écrivains et artistes qu'il côtoya: Henri Michaux, Truman Capote, Dali, Jean Fautrier, Jean Dubuffet, Jean Paulhan…
L'un de ses fils est le peintre français Jean-Paul Agosti.

## Studio Paul Facchetti et la galerie
La première exposition dans le Studio Paul Facchetti à Paris date de 1951 avec une de ses découvertes : Alfonso Ossorio. En novembre de la même année, Facchetti a réalisé l'exposition Signifiants de l'informel organisée par le critique d'art Michel Tapié avec laquelle le nom "art informel" a été défini et publié. Grâce à l'agence d'Ossorio, un ami proche de Pollock et Michel Tapié, Facchetti, à partir du 7 mars 1952, parvient à réaliser la première exposition des œuvres de Pollock de 1948-1951 dans son Studio Paul Facchetti. La célèbre exposition de Michel Tapié, Un art autre, a suivi fin 1952. Puis s'enchainent des expositions, monographiques ou de groupe, avec les peintres et sculpteurs qui deviendront les références de cette période: Karel Appel, Theodore Appleby, François Arnal, Jean Dubuffet, Natalia Dumitresco, Georges Van Haardt , Sam Francis, Ger Lataster, Friedensreich Hundertwasser, Alexandre Istrati, Paul Jenkins, Zoltán Kemény, Jeanne Laganne, René Laubies, Georges Mathieu, Jean Messagier, Henri Michaux, Georges Noël, Jackson Pollock, Jean Paul Riopelle, Bernard Schultze, Jaroslav Serpan, François Stahly, Pierre Wemaëre. Son conseiller artistique, Michel Tapié, lui sert de tête chercheuse et sera à l'origine de la confrontation de la nouvelle école de Paris avec l'expressionnisme abstrait américain. En 1954, Facchetti publie le magazine Phases et, la même année, le présente en relation avec une exposition sur Karl Otto Götz et Otto Greis. En 1956, Facchetti lance la série d'expositions thématiques Interférences, dans laquelle sont également présentées des œuvres de Peter Brüning. À la fin des années 50, dans le cadre de l'exposition 10 ans d'activité: Galerie Paul Facchetti il change le nom pour Galerie Paul Facchetti. Depuis 1963 Facchetti était un partenaire de coopération étroite et un ami de Margarete Lauter pour des décennies. La Galerie Margarete Lauter a ouvert le 21 novembre 1963 avec une exposition des artistes Ger Lataster, Ung-No Lee, Georges Noël, Rudi Baerwind, Zoltán Kemény ainsi que des objets d'art africain traditionnel et qui s'est déroulée en collaboration avec la Facchetti. Depuis lors, il y a eu un échange permanent de prêts et d‘expositions,.
Au début des années 1970, Facchetti ouvre sa deuxième galerie à Zurich, qu'il ferme à nouveau après quelques années sans grand succès. Pendant ce temps, de nouveaux jeunes artistes sont venus au programme de la galerie, comme Alekos Fassianos, Joseph Sima, René Acht, Shirley Goldfarb, Ronaldo de Juan, Egon Karl Nicolaus ou Walter Schmögner. Avec l'exposition de Schmögner, Facchetti termine son travail de galerie officielle à Zurich (1980) et la même année à Paris. Depuis ce temps-là il travaille comme marchand d'art jusqu'aux dernières années de sa vie.

## Expositions comme photographe et littérature
- Robert Delpire, qui vient de créer la revue Neuf, l'invite à exposer à la galerie La Hune en compagnie de Boubat, Brassaï, Doineau et Izis, Paris 1951.
- Paul Facchetti, Nus exotiques, société parisienne d'édition artistiques, 1952.
- André Fraigneau, photographies de Paul Facchetti, Venise, Couleurs du monde, Ed. Del Duca, Venise 1953.
- Ellen Handy, Paul Facchetti. Portraits d'artistes: photographs of artists working in Paris in the 1950's. Exhibition held at Facchetti Gallery, New York, N.Y., Nov. 2-25, 1989.  (ISBN 9781878344021)
- Collectif, Maison européenne de la photographie, Paris 1996.
- Frédérique Villemur, La Méridienne de Paris : une nouvelle traversée de la capitale (avec des photographies de Paul Facchetti), Paris-musées Actes Sud, 2000.
- Bernard Lamarche-Vadel, Traits singuliers. Portraits de Paul Facchetti, A une soie, Paris 1993.  (ISBN 9782950737014)

- Frédérique Villemur, Paul Facchetti, photographe, Actes Sud, 2007
- 2008, Les Rencontres d'Arles, France.

## Expositions de la galerie
- Michel Tapié, Signifiants de l'informel , Studio Paul Facchetti, Paris 1951.
- Michel Tapié, Alfonso Ossorio, Jackson Pollock, Studio Paul Facchetti, 17, rue de Lille, Paris, mars 1952.
- Michel Tapié, Un art autre, Studio Paul Facchetti, Paris 1952.
- Exposition Georges Van Haardt, galerie Paul Fachetti, Paris 1952.
- Carola Giedion Welcker, Paul Facchetti, Zoltan Kemeny: sculptures, Studio Paul Facchetti, Paris 1955.
- Christian Dotremont, Pierre Wemaëre, peintures, Paris, Galerie Paul Facchetti, 1957.
- Zoltan Kemeny, Galerie Paul Facchetti, 20 novembre 1959, Paris.
- René Acht, Galerie Paul Facchetti, Paris 1959.
- Jean Fautrier, Georges Mathieu, 10 ans d'activité: Galerie Paul Facchetti, œuvres de Fautrier, Michaux, Dubuffet, Riopelle,Van Haardt, Mathieu..., Paris, La Galerie 1959.
- Giuseppe Marchiori, Œuvres récentes de Zoltan Kemeny, Galerie Paul Facchetti, Paris, 1961.
- Georges Noël: Galerie Paul Facchetti, Paris, 1961.
- Jacques Lassaigne, Ung-No Lee, Galerie Paul Facchetti, Paris, 1962.
- René Laubiès, Galerie Paul Facchetti, Paris 1964.
- Simone Lacour (1926-2016), Travaux récents de Simone Lacour, Galerie Paul Facchetti, Paris, octobre 1967.
- Ger Lataster, Galerie Paul Facchetti, Paris 1971.
- Claude Lalanne; François Xavier Lalanne; Manuel Gasser, Les Lalanne: sculptures, objets nobles, bijoux, Galerie Paul Facchetti, le mardi 14 décembre 1971 - 31 janvier 1972.
- Rolf-Gunter Dienst - Bilder: Galerie Paul Facchetti, Zürich, 04.07-16.09.1972.
- Jeanne et Paul Facchetti, Lataster, Galerie Paul Facchetti, Paris, 07.12.1973-30.01.1974.
- Jeanne et Paul Facchetti, Hundertwasser, Galerie Paul Facchetti, Paris, 1975.
- Pierre Restany, Erich Brauer: huiles, gouaches, aquarelles, Galerie Paul Facchetti, 6 rue des Saints Pères, Paris mai-juin 1976.
- Alain Jouffroy, La Regard mental. Recalcati. Takis. Pommereulle. Hains, Kowalski[16]. Télémaque. Quentin. Dufrêne. Erro[17]. Galerie Paul Facchetti, Paris, 1976.